# 呂賢
呂賢（1456年—？），字邦佑，直隸真定府真定縣人，軍籍，明朝政治人物。

## 生平
弘治二年（1489年）己酉科順天府鄉試第一百二十七名舉人。弘治三年（1490年）中式庚戌科會試第一百九十二名，三甲第二百名進士。正德初历官户部郎中，二年（1507年）二月升两淮都转运盐使司运使，五年十一月升山西布政司右参政，六年正月考察免职。

## 家族
曾祖呂二；祖父呂忠；父呂諒，聽選官。母張氏。具庆下。